# アルレネ・シャビエル
アルレネ・デ・ケイロス・シャビエル（Arlene de Queiroz Xavier、1969年12月20日 - ）は、ブラジルの元女子バレーボール選手。ポジションはリベロ。元ブラジル代表。

## 来歴
1987年、C. C. Filipenseに入団し、プロとしてのキャリアをスタートする。1993年にブラジル代表に初選出される。2002年より代表チームの主力として活躍し、世界選手権にはアタッカーとして出場した。2003年に日本で開催されたワールドカップでは銀メダルを獲得し、自身もベストリベロ賞を受賞した。2004年、アテネ五輪に出場した。2006年のワールドグランプリでは大会3連覇に貢献し、ベストリベロ賞を受賞した。

## 球歴
- オリンピック - 2004年
- 世界選手権 - 2002年
- ワールドカップ - 2003年
- ワールドグランプリ - 2002年、2003年、2004年、2006年

## 受賞歴
- 2003年 ワールドカップ ベストリベロ賞
- 2006年 ワールドグランプリ ベストリベロ賞

## 所属クラブ
- C. C. Filipense（1987-1988年）
- C.A. Rodoviário（1988-1989年）
- ジェルダウ・ミナス（1989-1990年）
- AABB Belo Horizonte（1989-1990年）
- ジェルダウ・ミナス（1990-1994年）
- オザスコ（1994-1996年）
- EC Pinheiros（1996-1999年）
- オザスコ（1999-2000年）
- Clube Regatas Flamengo（2000-2001年）
- オザスコ（2001-2003年）
- ジェルダウ・ミナス（2003-2004年）
- オザスコ（2004-2007年）
- EC Pinheiros（2007-2009年）
- プライア・クルーベ（2009-2010年）
- Mackenzie Esporte Clube（2010-2011年）
- プライア・クルーベ（2011-2013年）
- ジェルダウ・ミナス（2013-2014年）
- Clube de Empregados da Petrobrás（2014-2015年）
- Cascavel Vôlei（2016年）
- Sesi VB（2016-2019年）